# Center for Operations Research and Econometrics
 (septembre 2022).
 (juin 2015).
Le Center for Operations Research and Econometrics (CORE) est un centre de recherche interdisciplinaire affilié à l’université catholique de Louvain (UCLouvain) et situé à Louvain-la-Neuve, Belgique.
Depuis 2010, le centre fait partie de l’Institute for Multidisciplinary Research in Quantitative Modelling and Analysis (IMMAQ), tout comme l’Institut de recherches économiques et sociales (IRES) et l’Institut de statistique, biostatistique et sciences actuarielles (ISBA).
Le CORE intègre la recherche fondamentale et appliquée dans les domaines clés suivants : l’économie et la théorie des jeux, l’économétrie, la géographie quantitative et économique, la recherche opérationnelle. Les chercheurs du CORE ont pour but de développer une base théorique et méthodologique pour l’analyse des problèmes de décision issus de la politique économique et de la gestion du secteur public et privé ; la théorie de l’optimisation et de la statistique en vue d’apporter des solutions aux problèmes de design et de décision; ainsi que les outils computationnels (algorithmes et logiciels).

## Histoire et reconnaissance internationale
CORE a été créé à Louvain (Leuven) en 1966 à l’initiative de Jacques Drèze qui est considéré comme son père fondateur, Anton Barten (en) et Guy de Ghellinck. Initialement, le centre était affilié à l’ancienne université catholique de Louvain. À la suite de sa scission en 1968 en deux institutions, la KU Leuven (Katholieke Universiteit Leuven) et l’université catholique de Louvain, CORE a été transféré à Louvain-la-Neuve en 1977 pour rejoindre cette dernière.
CORE, dont la création a été inspirée par la Cowles Foundation ainsi que par les autres établissements où Jacques Drèze avait mené des recherches au cours de son séjour aux États-Unis, a apporté la modélisation économique en Europe. Pionnier dans le domaine, CORE a propulsé le développement de la recherche économique belge et européenne qui était très locale à l’époque. Le centre l’a modernisée à travers les connaissances économiques et les pratiques de recherche importées des États-Unis et a contribué à son internationalisation tout en créant une culture économique locale en Europe, par ex., à travers la théorie économique du déséquilibre considérée comme un domaine emblématique en macroéconomie française. Un autre élément de la culture économique continentale était l’établissement de formes de recherche spécifique telles que l’équipe de recherche, la copaternité et l’évaluation par les pairs.
En 1966, CORE a ouvert ses portes avec quatre membres du personnel académique et trois chercheurs. À titre de comparaison, le centre accueille actuellement environ 40 membres académiques y compris des professeurs émérites, 26 chargés de recherche adjoints (associate fellows) et associés de recherche (research associates) ainsi que plus de 40 chercheurs doctoraux et postdoctoraux.
En 1967, CORE a reçu une subvention de cinq ans de la part de la Fondation Ford qui a propulsé le développement rapide du centre en attirant des membres académiques et des visiteurs. Grâce à ces chercheurs parmi lesquels se trouvent Gérard Debreu, Truman Bewley (en), Egbert et Hildegard Dierker, Birgit Grodal (en), David Schmeidler (en), Karl Vind, Werner Hildenbrand (en), Alan Kirman, le CORE a obtenu une reconnaissance internationale dans le domaine de l’économie mathématique. La période de la subvention Ford a coïncidé avec l’époque de l’économie néo-walrasienne au CORE qui a également lancé la différenciation des disciplines. Initialement intégrés, les domaines de recherche du CORE se sont développés pour devenir les disciplines complémentaires, mais indépendantes de l’économie mathématique, de la recherche opérationnelle et de l’économétrie. 
En 1973, lorsque la subvention Ford a pris fin, le CORE avait étoffé son personnel académique permanent jusqu’à 21 membres avec environ autant de visiteurs. L’entretien du centre a été repris par l’université avec du financement externe provenant de divers contrats de recherche avec le gouvernement belge et différentes organisations. Tandis que les disciplines devenaient de plus en plus différenciées, la programmation mathématique et l’économétrie, initialement des disciplines mineures, se sont eux aussi développées pour devenir des domaines de recherche importants au CORE. Ainsi, l’économétrie bayésienne peut être considérée comme un domaine emblématique du centre, ce dernier étant parfois appelé l’École bayésienne belge.
En 1977, le CORE a étendu les activités de formation en participant au Programme doctoral européen en économie quantitative (European Doctoral Program in Quantitative Economics, EDP) avec l'Université de Bonn et la London School of Economics. Depuis, d'autres partenaires ont rejoint ce programme. En 1985, l’Association économique européenne (European Economic Association) a été créée à l’initiative de Jacques Drèze (son premier président), Jean Gabszewicz, Louis Phlips, Jacques Thisse et Jean Waelbroeck.
Aujourd’hui, les domaines de recherche clés du CORE sont l’économie, la théorie des jeux, la recherche opérationnelle et la géographie quantitative et économique. Les objectifs principaux consistent à stimuler la recherche de qualité, à développer des réseaux de collaboration et d’échange scientifique, former les jeunes chercheurs doctoraux et postdoctoraux, ainsi qu’à faire bénéficier aux professionnels dans les secteurs public et privé des connaissances scientifiques.

## Personnel
L’effectif permanent du CORE comprend généralement environ quarante membres académiques venant de l'UCLouvain, d’autres universités belges et de certaines universités étrangères voisines, université libre de Bruxelles, université Saint-Louis - Bruxelles, université de Liège, université de Mons, université de Namur, université de Maastricht, université de Lille et université du Luxembourg) ainsi que plusieurs employés administratifs.

## Recherches
Les domaines de recherche principaux du CORE' sont : l’économie et la théorie des jeux, l’économétrie, la recherche opérationnelle et la géographie quantitative et économique.

## Programmes doctoraux
Le CORE accueille régulièrement quelque trente doctorants qui poursuivent leurs recherches sous la supervision de ses membres. En moyenne, environ sept thèses sont soutenues au CORE chaque année avec encore quelque 25 en cours. La supervision est effectuée dans le cadre des programmes doctoraux de différents départements de l’UCLouvain liés aux domaines de recherche du CORE ainsi que des programmes doctoraux interinstitutionnels. 
Parmi les événements scientifiques organisés par le CORE sont également des ateliers doctoraux réguliers permettant aux doctorants de présenter leurs recherches accomplies et en cours ainsi que les lecture series accueillant des scientifiques renommés d’institutions académiques belges et étrangères qui sont invités au CORE pour donner une série de cours sur des sujets liés à ses domaines de recherche.

## Publications
Le CORE publie actuellement trois séries de documents scientifiques :
- CORE Discussion Papers : Les CORE Discussion Papers comprennent les articles écrits par tous les membres du CORE ainsi que par les visiteurs scientifiques pendant leur travail au centre qui sont ouverts à la discussion en étant soumis pour publication dans des revues scientifiques.
- CORE Reprints : Les CORE Reprints contiennent tous les travaux publiés par des membres du CORE et des visiteurs.
- CORE Lecture Series : La série a été créée en 1987 avec la Fondation CORE, une association scientifique internationale financée par le secteur privé qui a pour but de soutenir la recherche en économétrie, économie et la recherche opérationnelle ainsi que la coopération et la formation scientifique dans ces domaines. La série est constituée des présentations des scientifiques renommés invités au centre pour donner une conférence sur des sujets liés aux domaines de recherche du CORE.

Outre les CORE Discussion Papers et les CORE Reprints, les membres et visiteurs du centre contribuent à la production de différents ouvrages scientifiques externes comprenant des publications dans des revues : mimeos, manuscrits, comptes rendus, articles de recherche, working papers, discussions papers, actes de colloque, notes de conférence, guides, rapports techniques, etc. De même, plusieurs livres, ouvrages édités et articles de presse sont publiés par les chercheurs du CORE chaque année. Les membres et visiteurs du CORE sont également impliqués dans diverses activités rédactionnelles et travaillent en tant que rédacteurs en chef, membres du comité de rédaction et du comité scientifique, éditeurs, co-éditeurs, éditeurs invités, etc. de différentes revues scientifiques.

## Prix et distinctions
Parmi les distinctions scientifiques reçues par les membres du CORE sont: Prix Lanchester, Prix Francqui, Chaire Francqui, Médaille d’or européenne (EURO), Doctorat Honoris Causa, Prix Dantzig, Prix de théorie John von Neumann, European Prize in Regional Science, Robert C. Witt Award, De la Vega Prize, Walter Isard Award, Kulp-Wright Book Award, Wernaers Prize, Social Choice and Welfare Prize, Emile de Laveleye Prize, William Alonso Memorial Prize, Ferdinand de Lesseps Prize, Risques–Les Echos Prize, SIAM Activity Group on Optimization Prize, etc., divers prix de thèse (Savage Award, Ernst Meyer Prize, Sogesci-BVWB Prize, Orbel Award, etc.) ainsi que des titres de membre et de fellow (honoraire) au sein de différentes institutions académiques, de recherche et d’autres établissements.

## Chercheurs renommés du CORE
Parmi les chercheurs renommés ayant contribué au travail du CORE au travers de visites, de publications et de participation à des séminaires et conférences, on peut citer, à titre non exhaustif : Kenneth Arrow, Robert Aumann, Claude d'Aspremont, Gérard Debreu, Marc Fleurbaey, John Geanakoplos (en), Michel Goemans, Christian Gouriéroux, Patrick Harker (en), Werner Hildenbrand (en), Alan Kirman, Matthew O. Jackson, Thomas Magnanti (en), François Maniquet, Eric Maskin, Franco Modigliani, Roger Myerson, George Nemhauser, Arkadi Nemirovski, Yurii Nesterov, Ariel Rubinstein, Thomas Sargent, Reinhard Selten, Lloyd Shapley, Joseph Stiglitz, Jacques-François Thisse, Isabelle Thomas, Jean Tirole, Laurence Wolsey.